# In-ovogeslachtsbepaling

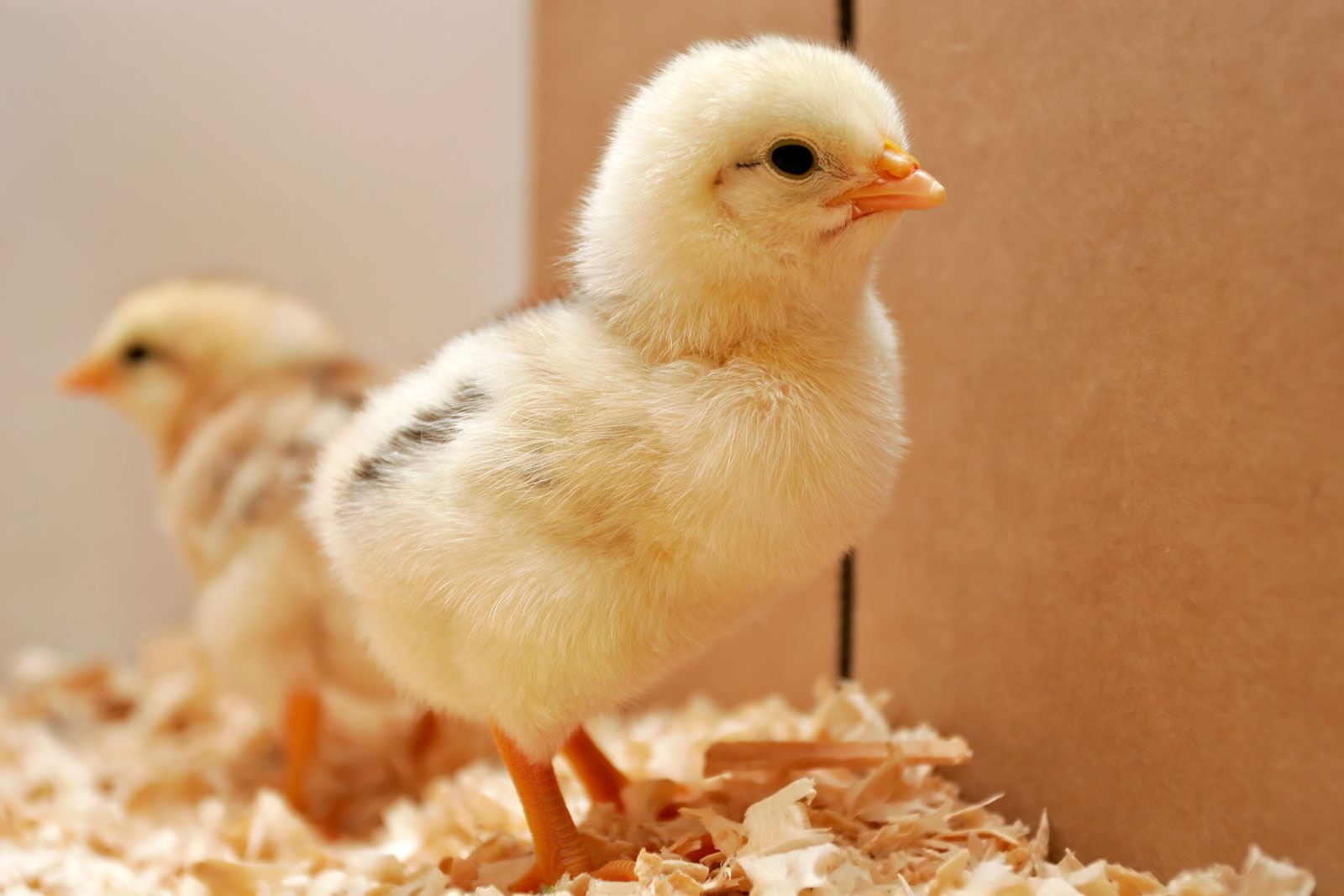
Kuiken van een dag oud

In-ovogeslachtsbepaling is een methode van geslachtsbepaling om het geslacht van kuikens te bepalen in het ei. In ovo is Latijn voor in het ei. Geslachtsbepaling kan plaatsvinden door via een klein gaatje in het ei op dag 9 na bevruchting een stof te meten die een 'marker' is voor het geslacht. Hiermee kan het massaal doden van pasgeboren kuikens overbodig worden gemaakt.

## Geschiedenis

### Achtergrond
Het huidige ethische probleem met de eierproductie is het doden van eendagskuikens. Op de dag dat de kuikens uit hun ei komen, worden de kuikens gesekst. Tijdens het kuiken-seksen worden de eendagskuikens in twee groepen verdeeld: de mannetjes en de vrouwtjes. De vrouwtjes worden naar opfokbedrijven vervoerd waar ze worden gehuisvest voordat ze uiteindelijk naar de legkippenhouderij gaan. De mannetjeskuikens worden op de dag dat ze uitkomen geruimd. Ze worden economisch nutteloos geacht omdat ze geen eieren kunnen leggen en niet snel genoeg vlees kunnen aanzetten in vergelijking met vleeskuikens. Jaarlijks worden naar schatting ongeveer 5-7 miljard eendagskuikens gedood omdat ze geen economisch doel hebben. In-ovo geslachtsbepaling maakt hier een einde aan.

### Innovatie in de pluimveesector
Het implementeren van in-ovogeslachtsbepaling in de pluimveesector resulteert in een diervriendelijkere en duurzamere productie. Diervriendelijker omdat de eendagskuikens niet meer hoeven worden afgemaakt en duurzamer omdat er minder energie wordt gebruikt omdat alleen de vrouwelijke eieren in de toekomst hoeven worden uitgebroed na geslachtsbepaling. De mannelijke eieren die worden uitgesorteerd kunnen voor verschillende doeleinden worden gebruikt, zoals het gebruik als een alternatieve hoogwaardige eiwitbron.

### Technologische doorbraak
Voor lange tijd werd het onmogelijk gehouden om voor of tijdens het broedproces te bepalen of dat er uit het broedei een haantje of een hennetje zou worden geboren. De pluimveesector houdt zich hier al jaren mee bezig, om het kuikendoden te kunnen uitfaseren in het belang van dierenwelzijn.
In 2018 is het Duitse bedrijf Seleggt erin geslaagd om een methode te ontwikkelen waarbij dit mogelijk is. Het is Seleggt gelukt om met een hormoontest de broedeieren op dag 9 van het broedproces te seksen met behulp van een analyse ontwikkeld door Prof. Dr. Einspanier aan de Universiteit van Leipzig. De eieren die met de Seleggt-methode gesekst zijn worden verkocht onder het label "Respeggt". Dit label waarborgt de belofte "zonder kuikendoden".
Vanaf 8 november 2018 lagen de consumptie-eieren gelegd door de hennen die met de Seleggt methode gesekst zijn in de schappen van de Duitse supermarkt REWE, in de regio Berlijn. Respeggt-eieren zijn na 2018 niet alleen in Duitsland, maar ook in Frankrijk en Nederland te koop. Jumbo was de eerste supermarktketen in Nederland en België die Respeggt-eieren begon te verkopen. Sinds half maart 2020 hadden alle Jumbo-supermarkten (meer dan 600 filialen in Nederland en een paar in België) ze in de schappen liggen en was het plan om biologische Respeggt-eieren later in 2020 in te voeren. Coop is van plan in september 2020 te beginnen met de verkoop van Respeggt-eieren.

### Politiek en wettelijk verbod op kuikendoden
Met toenemende druk om verantwoord voedsel te produceren is in Duitsland sinds 2017 veel aandacht voor de problematiek van eendagshaantjes. Duitsland, Frankrijk en Zwitserland hebben besloten dat in 2021 het doden van eendagshaantjes verboden wordt. 
Al in 2014 werd in Nederland een intentieverklaring uitgegeven door o.a. overheid, InOvo, de pluimveesector, kuikenbroederijen en Dierenbescherming om techniek uit te ontwikkelen en toepasbaar te maken in de praktijk. Met het beschikbaar zijn van de eerste voorbeelden o.a. bij Jumbo en met het beschikbaar zijn van grotere capaciteiten en meer technieken voor in-ovogeslachtsbepaling start ook in Nederland de discussie, bijvoorbeeld door Kamervragen die gesteld werden januari 2020 aan minister van Landbouw Carola Schouten.

## Alternatieve geslachtsbepalingsmethoden
Het bedrijf Seleggt is niet het enige bedrijf dat bezig is met geslachtsbepaling in het broedei. Er zijn wereldwijd naar schatting tientallen bedrijven die bezig zijn methoden te ontwikkelen. Ook is de hormoonmethode die Seleggt gebruikt is niet de enige methode.
- Bio-marker detectie - Een hiervan is het Leidse bedrijf In Ovo. Dit bedrijf opgericht in 2013 houdt zich sindsdien bezig met geslachtsbepaling in het broedei. In Ovo gebruikt net als Seleggt een klein beetje vloeistof uit het broedei en bepaalt aan de hand van een biomarkerdetectie of dat het gaat om een mannelijk of vrouwelijk broedei.[16]
- PCR - Het Duitse bedrijf Plantegg maakt gebruik van een PCR-methode, hiermee wordt aan de hand van DNA bepaald of dat het broedei mannelijk of vrouwelijk is. Net als In Ovo en Seleggt bepaalt deze methode op dag 9 van het broedproces het geslacht. Deze methode werd in 2020 geïntroduceerd.[17]
- Hyperspectraal - Een ander Duits bedrijf Agri Advanced Technologies (AAT) maakt gebruik van licht om het geslacht van het ei te bepalen. Het broedei wordt doorlicht met een lichtstraal, met een hyperspectrale meettechnologie wordt aan de hand van het berekende lichtspectrum het geslacht bepaald. Deze methode werkt voor bruine broedeieren en kan plaatsvinden vanaf de 13de dag van het broedproces.[18]

## Hanenvlees als alternatief
Een ander alternatief van het voorkomen van kuikendoden is het mesten van haankuikens. Hierbij kan het zinvol zijn om met een ras te fokken dat tot de zogenaamde dubbeldoelkippen behoort. Hun eierproduktie ligt wat lager dan bij de hybride kippen, maar de hanen zetten meer vlees aan en zijn economisch interessanter. Naast de ethische afwegingen zijn er ecologische: de langzamere groei en lagere produktie veroorzaakt een hoger voerverbruik en benodigt meer ruimte.